# Gonimbrasia occidentalis
Gonimbrasia occidentalis is een vlinder uit de familie nachtpauwogen (Saturniidae). De wetenschappelijke naam van deze soort is voor het eerst geldig gepubliceerd in 1907 door Rothschild.
De soort komt voor in tropisch Afrika.